# Parosteodes dissutata
Parosteodes dissutata är en fjärilsart som beskrevs av Walker 1862. Parosteodes dissutata ingår i släktet Parosteodes och familjen mätare. Inga underarter finns listade i Catalogue of Life.